# Porz Donan
 (août 2022).
Si vous disposez d'ouvrages ou d'articles de référence ou si vous connaissez des sites web de qualité traitant du thème abordé ici, merci de compléter l'article en donnant les références utiles à sa vérifiabilité et en les liant à la section « Notes et références ».
Le Porz Donan est un petit fleuve côtier français prenant sa source et se jetant dans la même commune de Plouézec, il fait une longueur de 3 km ce qui en fait du 2ème fleuve le plus court de France après la Veules.